# Бийер (округ Олорон-Сент-Мари)
Бийе́р (фр. Bilhères) — коммуна во Франции, находится в регионе Аквитания. Департамент — Атлантические Пиренеи. Входит в состав кантона Олорон-Сент-Мари-2. Округ коммуны — Олорон-Сент-Мари.
Код INSEE коммуны — 64128.

## География

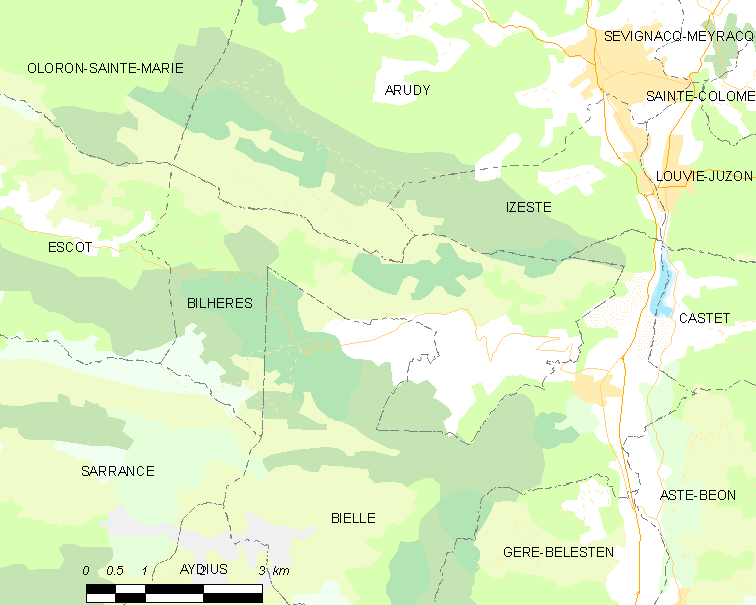
Карта коммуны

Коммуна расположена приблизительно в 680 км к югу от Парижа, в 200 км южнее Бордо, в 28 км к югу от По.

### Климат
Климат тёплый океанический. Зима мягкая, средняя температура января — от +5°С до +13°С, температуры ниже −10 °C бывают редко. Снег выпадает около 15 дней в году с ноября по апрель. Максимальная температура летом порядка 20-30 °C, выше 35 °C бывает очень редко. Количество осадков высокое, порядка 1100 мм в год. Характерна безветренная погода, сильные ветры очень редки.

## Население
Население коммуны на 2010 год составляло 163 человека.
| 1962 | 1968 | 1975 | 1982 | 1990 | 1999 | 2010 |
| ---- | ---- | ---- | ---- | ---- | ---- | ---- |
| 219  | 172  | 157  | 164  | 153  | 157  | 163  |

## Администрация
| Период | Период | Фамилия        | Партия | Примечания |
| ------ | ------ | -------------- | ------ | ---------- |
| 1995   | 2008   | Жан-Пьер Арриб |        |            |
| 2008   | 2011   | Жозеф Паруа    |        |            |
| 2011   | 2020   | Надин Барц     |        |            |

## Экономика
В 2010 году среди 112 человек трудоспособного возраста (15-64 лет) 82 были экономически активными, 30 — неактивными (показатель активности — 73,2 %, в 1999 году было 74,0 %). Из 82 активных жителей работали 71 человек (43 мужчины и 28 женщин), безработных было 11 (6 мужчин и 5 женщин). Среди 30 неактивных 7 человек были учениками или студентами, 12 — пенсионерами, 11 были неактивными по другим причинам.

## Достопримечательности
- Церковь Св. Иоанна Крестителя (XIX век)[4]
- Кромлех (железный век). Исторический памятник с 1889 года[5]

## Фотогалерея

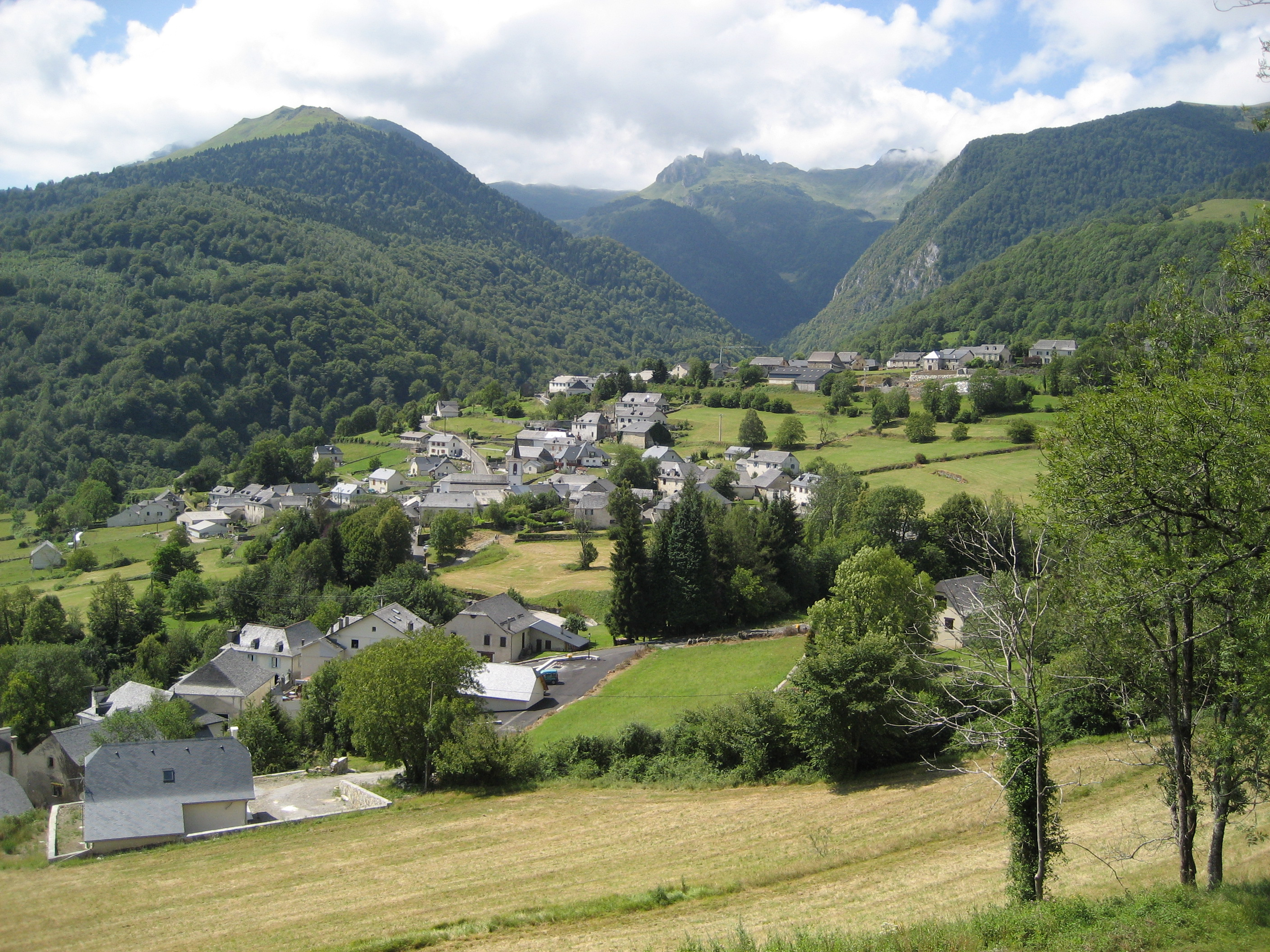
Бийер
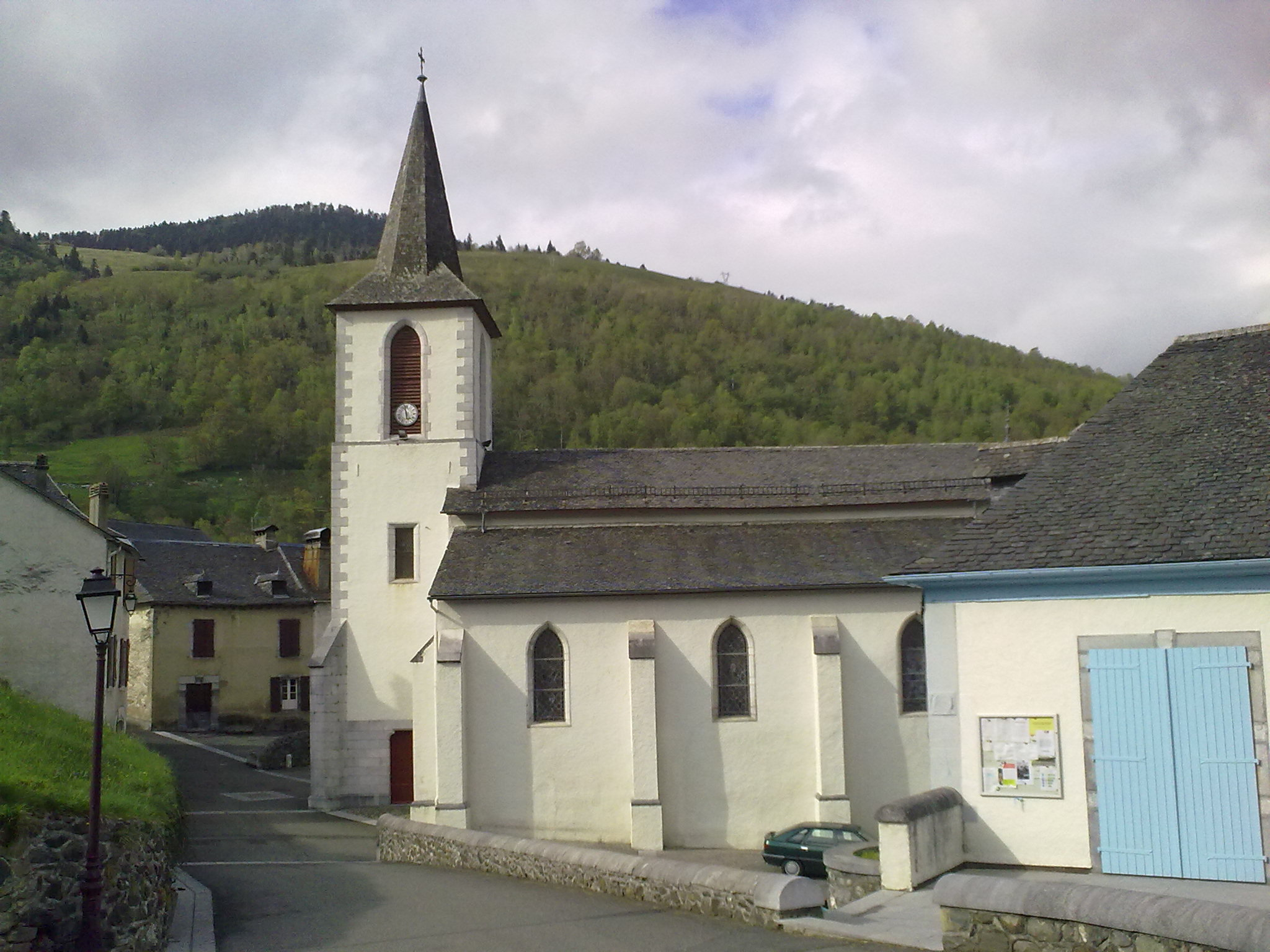
Церковь Св. Иоанна Крестителя
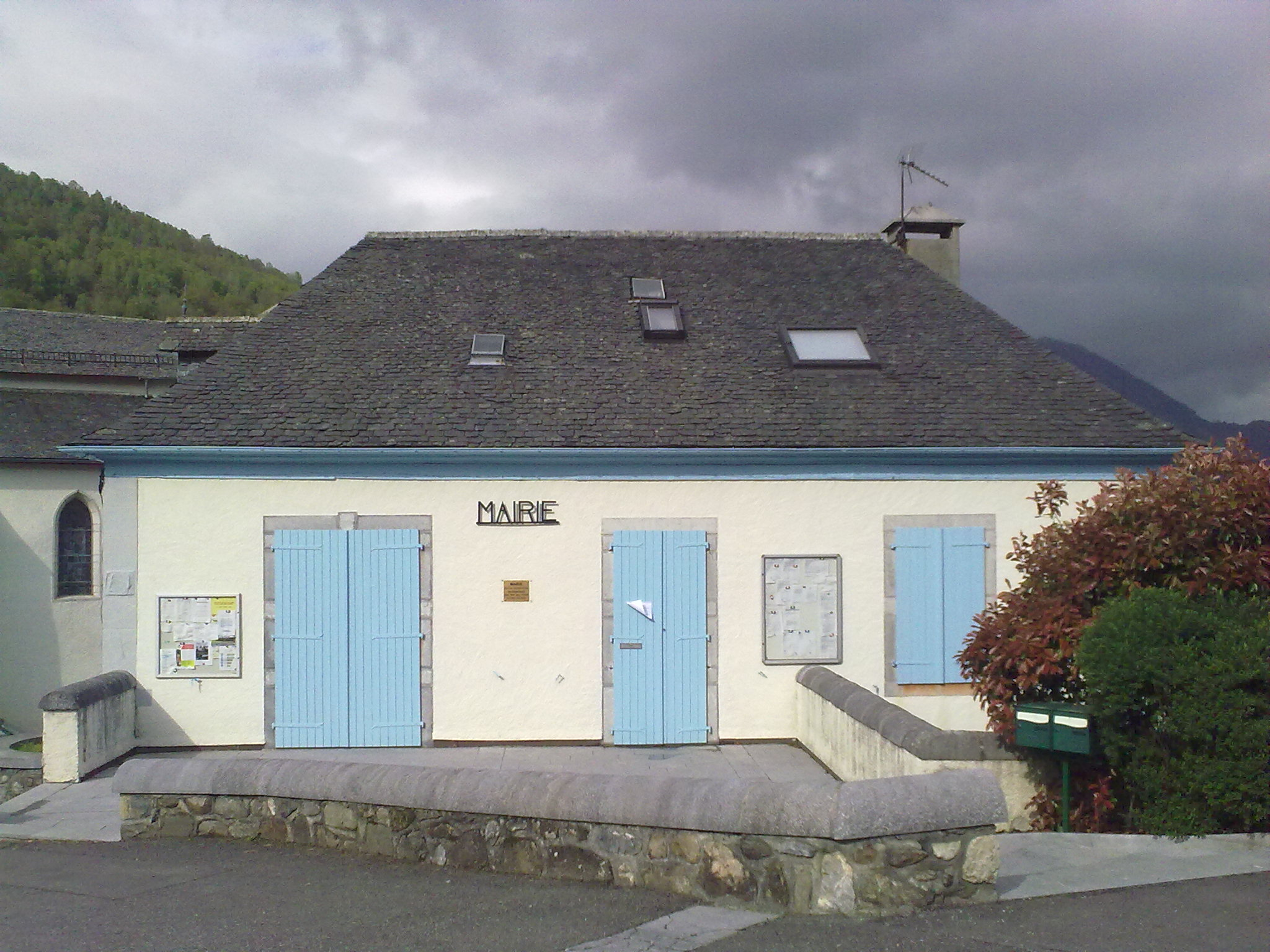
Мэрия
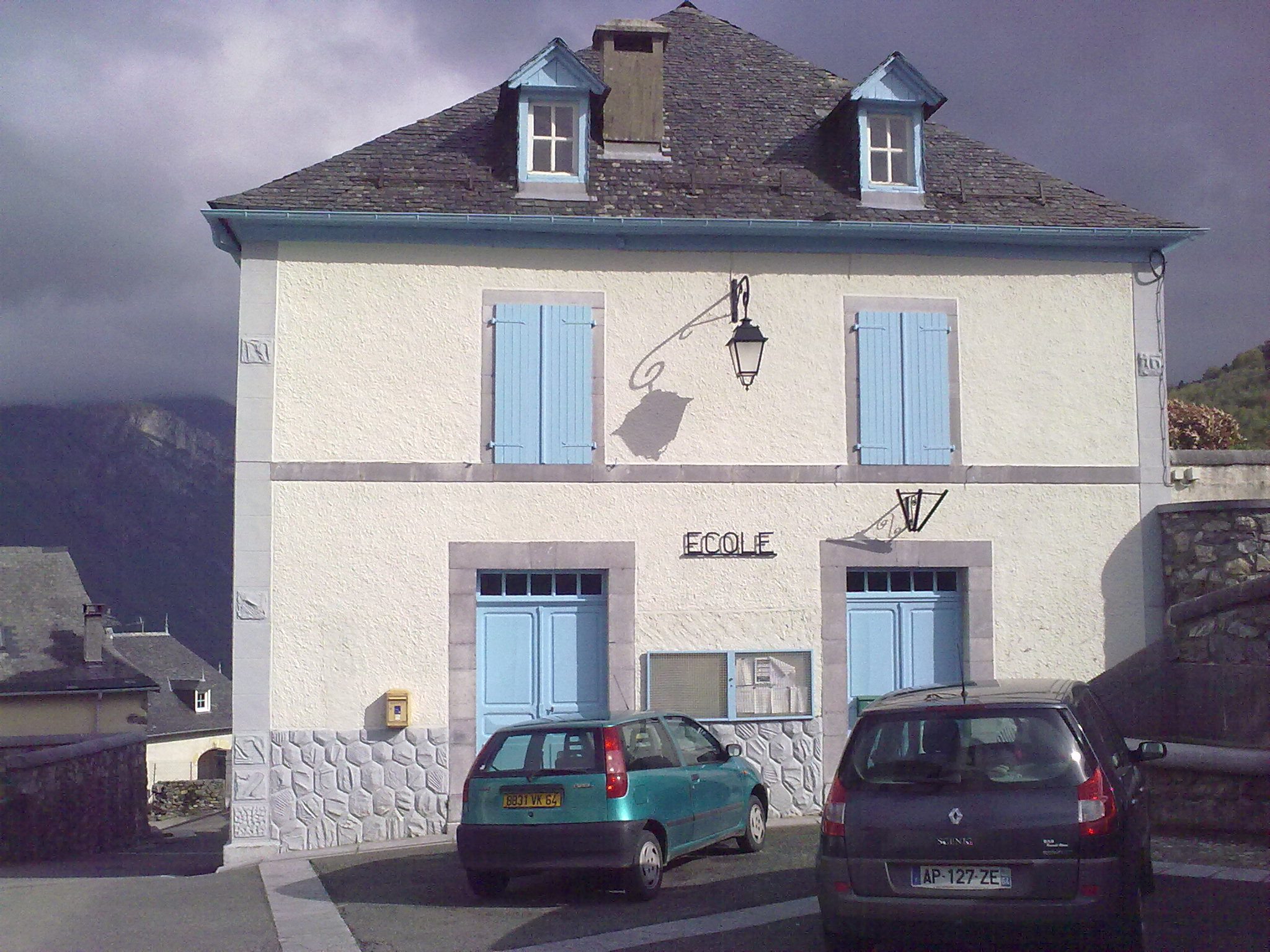
Школа
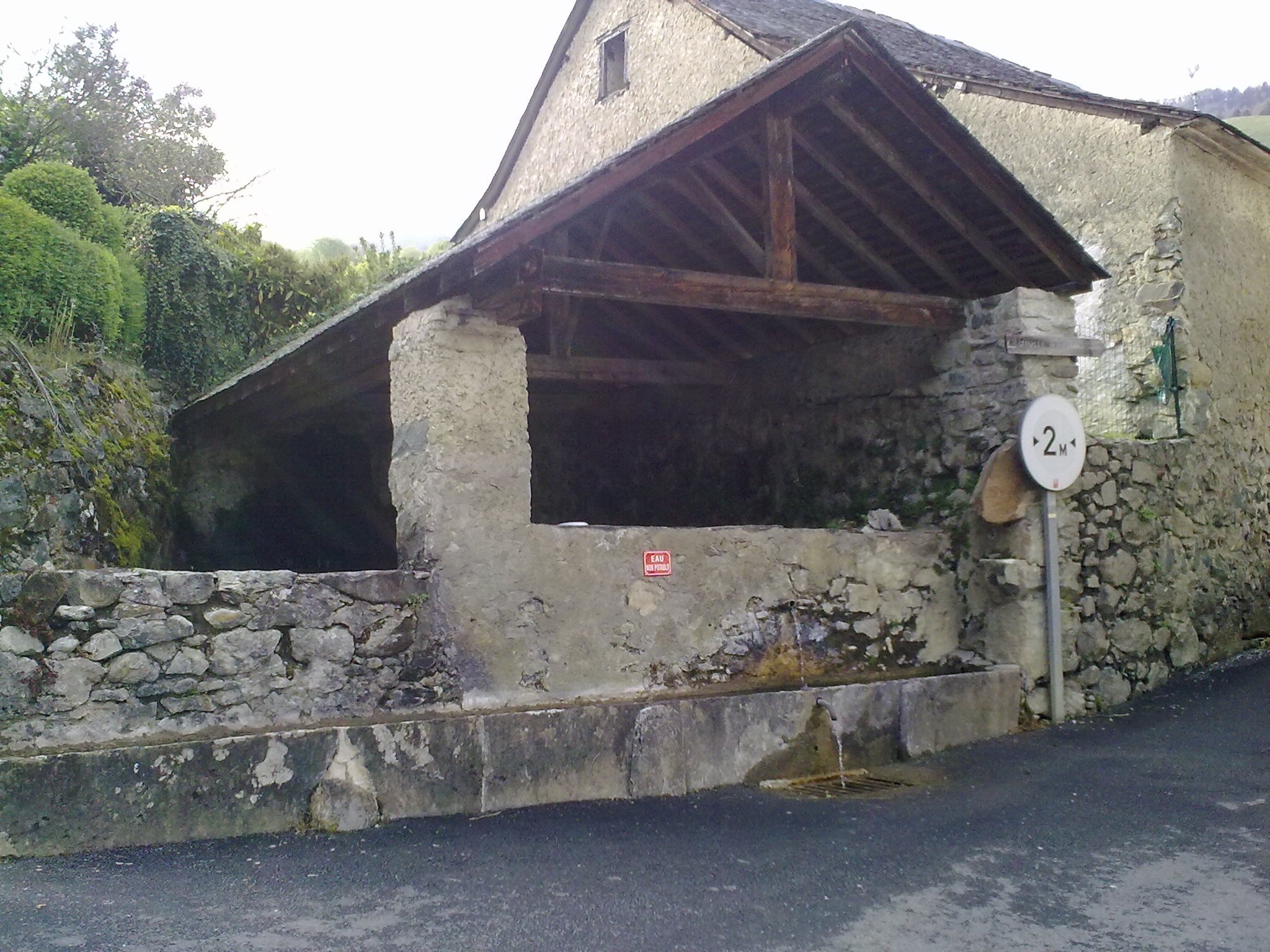
Общественная прачечная
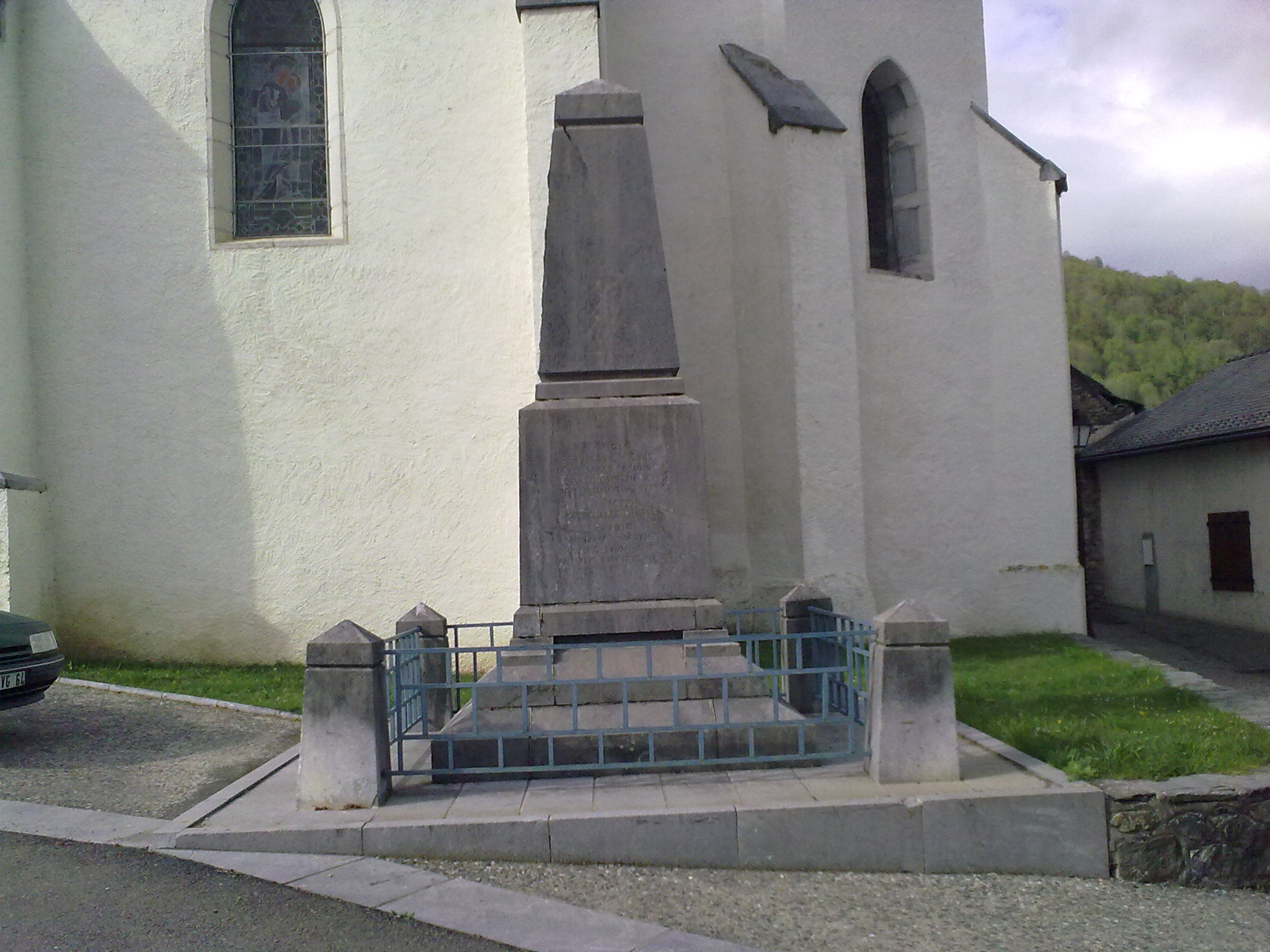
Военный мемориал
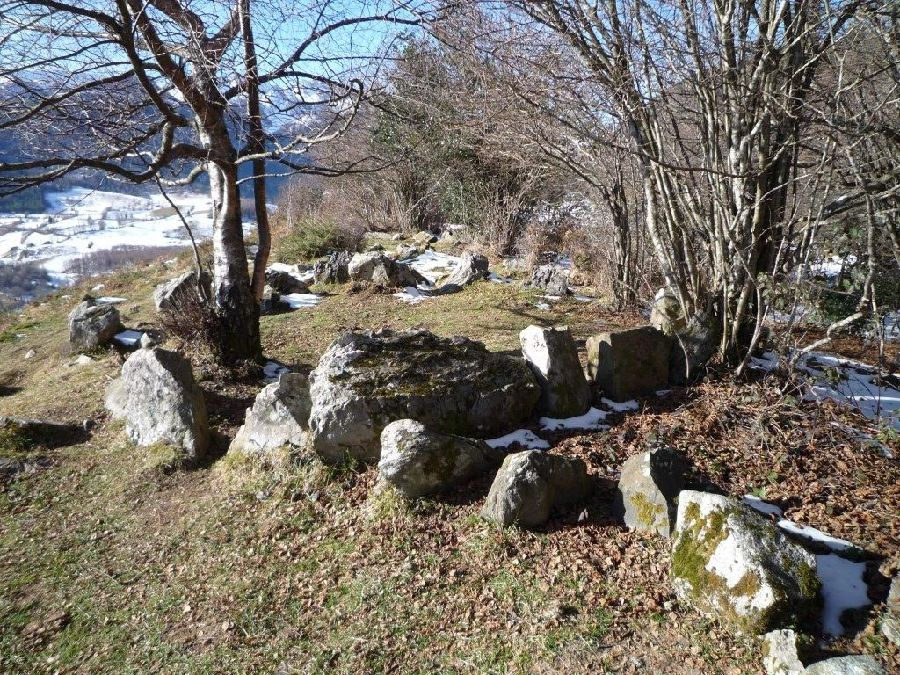
Кромлех